# 殷不害
殷 不害（いん ふがい、505年 - 589年）は、南朝梁から陳にかけての人物。字は長卿。本貫は陳郡長平県。弟は殷不佞。

## 経歴
南朝梁の尚書中兵郎の殷高明と蔡氏のあいだの子として生まれた。若くして父を失い、貧窮の中で老母に孝事して、5人の弟たちを養った。17歳で南朝梁に仕えて廷尉平となった。不害は政事に熟達し、儒学も心得ていたため、武帝に上書するたびに、その多くが容れられて用いられた。大同5年（539年）、鎮西府記室参軍に転じた。まもなく本官のまま東宮通事舎人を兼ねた。このころ南朝梁の朝廷の政事は多くが皇太子蕭綱に委ねられていたため、不害と庾肩吾が毎日その内容を武帝に報告していた。大同7年（541年）、東宮歩兵校尉に任じられた。太清元年（547年）、平北府諮議参軍に転じた。
太清2年（548年）、侯景の乱が起こると、不害は皇太子蕭綱とともに建康に入った。太清3年（549年）、建康が陥落したとき、蕭綱は中書省におり、侯景が蕭綱に会うべく兵を率いて乱入した。侯景の兵士には粗暴な者が多く、蕭綱の侍衛たちは恐れおののいて逃げ腰であったが、ただ不害と太子中庶子の徐摛のみが蕭綱のそばにあって動かなかった。蕭綱が侯景に幽閉されると、不害を近侍させるよう要望し、侯景がこれを許可したため、不害は蕭綱のそばに仕えつづけた。蕭綱が夜に一塊の土を呑んだ夢を見たため、その解釈を不害に訪ねると、晋の文公の故事を引いて国土の奪還を示唆し、蕭綱を慰めた。
承聖元年（552年）、南朝梁の元帝が即位すると、不害は中書郎となり、廷尉卿を兼ね、一家を連れて江陵に移り住んだ。承聖3年（554年）、江陵が西魏軍の侵攻により陥落したとき、不害は別の場所で督戦していたため、母の所在が分からなくなり、氷雪降りしきる極寒の中を7日かけて探し歩き、母の遺体を見つけ出した。江陵で通夜をおこなうと、王裒や庾信らとともに長安に入った。布衣を着て喪に服し、菜食して骨の立つまでに痩せ細った。
太建7年（575年）、北周から帰国すると、南朝陳に仕えて司農卿となり、まもなく光禄大夫の位を受けた。太建8年（576年）、明威将軍・晋陵郡太守に転じた。任地の晋陵郡で病にかかり、光禄大夫として召還されて病身を養った。太建14年（582年）、後主が即位すると、給事中の位を加えられた。禎明3年（589年）、建康が隋軍の侵攻により陥落すると、長男の殷僧首が関中から迎えにきたが、不害は道中で病没した。享年は85。

## 伝記資料
- 『陳書』巻32 列伝第26
- 『南史』巻74 列伝第64